# 桜橋駅 (静岡県)
桜橋駅（さくらばしえき）は、静岡県静岡市清水区春日一丁目にある静岡鉄道静岡清水線の駅。駅番号はS13。

## 歴史
1950年（昭和25年）3月27日深夜、当駅付近で並走している国鉄東海道本線で貨物列車の脱線事故が発生し、国鉄の上下線と静岡清水線の下り線が脱線した貨車によって塞がれた。この時、静岡鉄道は狐ヶ崎駅以東を運休とし、無傷の上り線を国鉄の線路と接続して、旅客・貨物ともに大動脈である国鉄東海道本線の長期不通の回避を図った。この件はのちに、運輸大臣（現 国土交通大臣）から表彰状、国鉄総裁から感謝状が静岡鉄道へ贈られている。
なお、当駅は1996年（平成8年）3月31日以前のダイヤにおいて急行停車駅であり、2011年（平成23年）から2020年（令和2年）にかけて運行されていた急行・通勤急行も停車していた。
その後、2025年3月29日のダイヤ改正で急行・通勤急行が復活し、再び停車駅となった
。

### 年表
- 1908年（明治41年）12月9日：開業。
- 1992年（平成4年）9月1日：自動改札機設置[4]。

## 駅構造

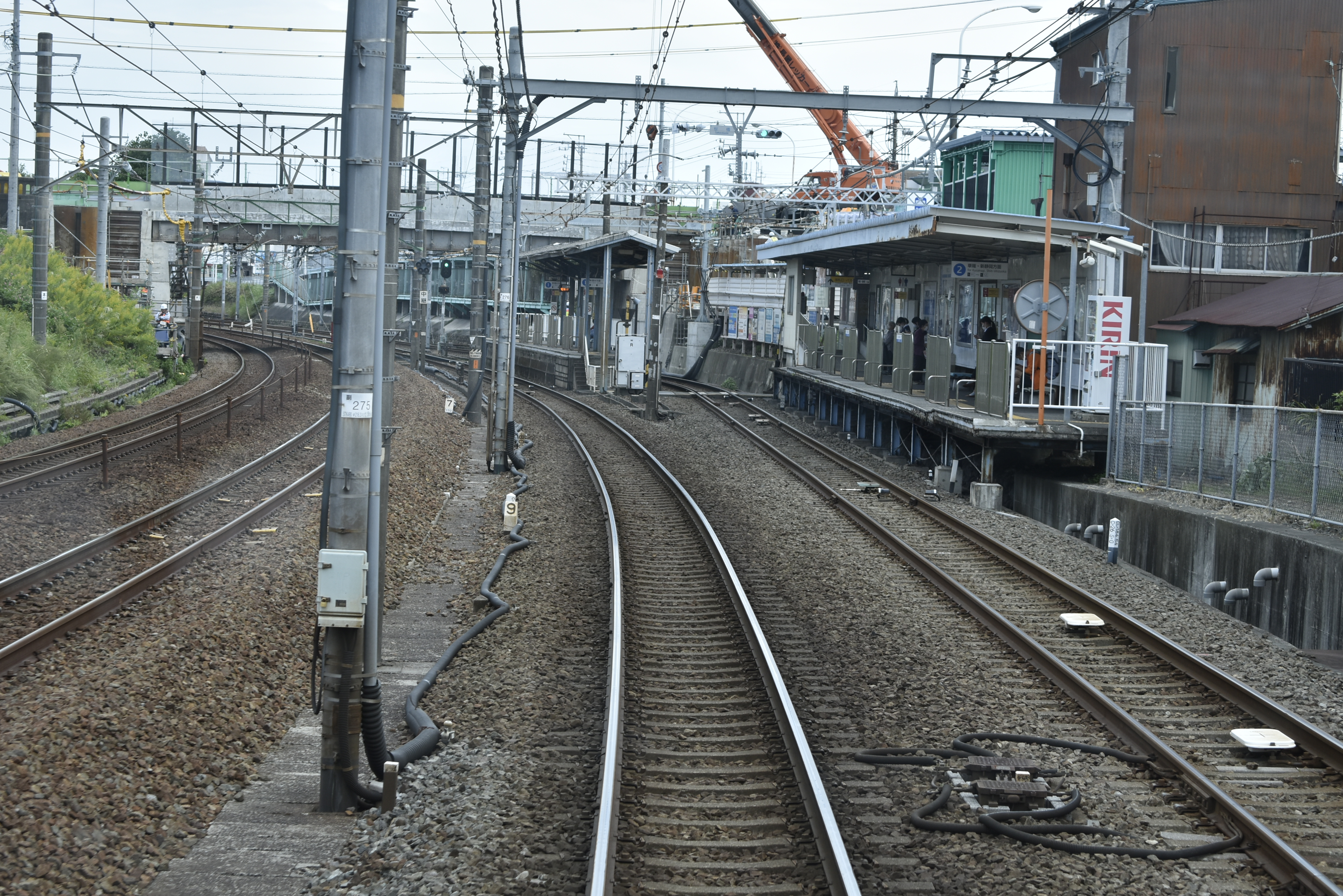
上下でずれているホーム（2020年10月）

単式ホーム2面2線で、新清水方面のホームは上下線に挟まれて作られている。その構造は同じ静岡鉄道の柚木駅に似ているが、当駅では上下ホームが踏切で結ばれている。かつては新清水方面のホームを島式ホームとして使用していたが、ラッシュ時のホーム上の混雑軽減を図る為に、新静岡方面のホームを新たに設置し、上下線ホームを分離している。但し、この改良は同駅が先に行っている。その名残で、新清水方面行きのホーム上屋はホームの中央に支柱がある両流れ屋根となっている。またこれに伴い、当初駅の東側を跨ぐ「桜橋」の袂に置かれていた駅舎が撤去され、現在の位置に移動している。
かつては当駅から駒越を経由して三保へ至る、未成線に終わった支線「三保線」が計画され、一部で着工され路盤などが七割方完成していたが、第二次世界大戦による空襲によって旧清水市が甚大な被害を蒙ったことから建設を断念、その後1955年に建設免許失効となった。戦時中の建設であったため機密事項が多く、また空襲によって建設にまつわる書類や資料類も焼失するなどして失われてしまったため、当時の資料は全くと言っていいほど残されていない。

### のりば
| 乗り場 | 路線        | 方向 | 行先       |
| ------ | ----------- | ---- | ---------- |
| 1      | ●静岡清水線 | 下り | 新清水方面 |
| 2      | ●静岡清水線 | 上り | 新静岡方面 |

## 利用状況
「静岡市統計書」によれば、2019年度の一日平均乗車人員は2,333人、降車人員は2,364人であった。この乗降人員数は、静岡清水線全15駅中5番目である。なお、同統計によれば、近年乗降人員は以下の通りである。
| 年度               | 1日平均乗降人員 | 1日平均乗降人員 | 1日平均乗降人員 |
| 年度               | 乗車人員        | 降車人員        | 合計            |
| ------------------ | --------------- | --------------- | --------------- |
| 2002年（平成14年） | 2,100           | 2,271           | 4,371           |
| 2003年（平成15年） | 2,106           | 2,308           | 4,414           |
| 2004年（平成16年） | 2,121           | 2,341           | 4,462           |
| 2005年（平成17年） | 2,247           | 2,231           | 4,478           |
| 2006年（平成18年） | 2,135           | 2,362           | 4,497           |
| 2007年（平成19年） | 2,140           | 2,336           | 4,476           |
| 2008年（平成20年） | 2,242           | 2,179           | 4,421           |
| 2009年（平成21年） | 2,081           | 2,035           | 4,116           |
| 2010年（平成22年） | 2,177           | 2,077           | 4,254           |
| 2011年（平成23年） | 2,194           | 2,187           | 4,381           |
| 2012年（平成24年） | 2,167           | 2,222           | 4,389           |
| 2013年（平成25年） | 2,092           | 2,174           | 4,266           |
| 2014年（平成26年） | 2,116           | 2,186           | 4,302           |
| 2015年（平成27年） | 2,184           | 2,236           | 4,420           |
| 2016年（平成28年） | 2,226           | 2,273           | 4,499           |
| 2017年（平成29年） | 2,300           | 2,337           | 4,637           |
| 2018年（平成30年） | 2,337           | 2,389           | 4,726           |
| 2019年（令和元年） | 2,333           | 2,364           | 4,697           |

## 駅周辺
- 静岡市立清水入江小学校（『ちびまる子ちゃん』に登場するまる子たちが通う小学校と同じ、当時は「清水市立入江小学校」であった。）
- 静岡市立清水桜が丘高等学校
- 静岡市立清水中央図書館
- 岡生涯学習交流館
- 桜橋
- 清水桜橋通郵便局

## 隣の駅
静岡鉄道
S 静岡清水線
■急行・■通勤急行
狐ヶ崎駅 (S12) - 桜橋駅 (S13) - 新清水駅 (S15)
■普通
狐ヶ崎駅 (S12) - 桜橋駅 (S13) - 入江岡駅 (S14)